# Zenarchopterus robertsi
Zenarchopterus robertsi é uma espécie de peixe da família Hemiramphidae.
É endémica da Papua-Nova Guiné.